# マルシオ・リシャルデス・デ・アンドラーデ
マルシオ・リシャルデス・デ・アンドラーデ（Márcio Richardes de Andrade、1981年11月30日 - ）は、ブラジル・サンパウロ州出身の元プロサッカー選手。なお現役時代のポジションはミッドフィールダー、フォワード（FW）。

## 経歴
クリシューマEC、ADサンカエターノなどのブラジル国内クラブを渡り歩き、2007年のシーズン開幕直前にアルビレックス新潟に加入。同年は28試合で9得点を挙げた。新潟には2010年まで4年に渡って在籍。2008年から2010年の間にマルシオが欠場した試合で新潟は1勝も出来ず、チームの勝利に直結する存在であった。2009年の開幕前には浦和レッズや中東クラブからも獲得を打診されたが、それらを蹴って新潟との契約を1年延長した。新潟でのラストシーズンとなった2010年は自己最多の16得点を記録し、新潟史上初のJリーグベストイレブンに初選出された。このシーズン、マルシオが直接フリーキックから決めた7得点はJリーグのシーズン記録である。
2011年シーズンより、前年からオファーを続けていた浦和レッズへ完全移籍。ホーム開幕戦となったJ1第7節名古屋グランパス戦で浦和での初ゴールを含む1ゴール1アシストの活躍を見せた が、その後は結果が出ず、この年のリーグ戦を通して3得点2アシストに終わった。前年7得点を決めた直接フリーキックからの得点をリーグ戦で見ることは無かった。
2012年シーズンは序盤の数試合を怪我で欠場したが、ミハイロ・ペトロヴィッチ新監督の新システム3-4-2-1の2シャドーの一角として、チーム得点王となる9得点を挙げた。浦和はリーグ3位となり、翌年のAFCチャンピオンズリーグ出場権を得た。
2014年は、昨年痛めた左膝の状態が思わしくなくチームと話し合った結果、ブラジルで手術を受ける事を決断しチーム始動前にブラジルへ帰国した。手術後もチームには合流せずブラジルに残り、リハビリに勤め6月14日に再来日し新加入の岩舘直と共に静岡でのトレーニングキャンプからチームに合流した。復帰後はリーグ戦11試合に出場したが、このシーズン限りで浦和を退団した。
浦和退団後は故郷のアンドラジーナに戻り、時折フットサルやフットバレーの大会に参加している。

## 特徴
抜群のキープ力とパスセンスも持つ と同時に、足をほとんど止めることのない運動量 を持ち合わせる攻撃的ミッドフィールダー。かつて在籍していた新潟では主に右サイド・ミッドフィールダーサイドハーフ、センターハーフを務めていた。
プレースキックを得意とし、距離を問わずにゴールを狙えるFKが武器。2010年7月24日ベガルタ仙台戦では、PK、FKそしてロスタイムにCKを直接ゴールと、全てセットプレーによるハットトリックという離れ業を見せた。また、キックばかりでなくタイミングを見て前線へ飛び出しゴールを奪う1.5列目としてのプレーも見せ、2010年シーズンはリーグ戦16得点を記録して得点ランキング3位となるなど、得点力も高い。シュートパターンも多彩で、2008年26節のヴィッセル神戸戦で見せたバイシクルシュートや、2009年第28節の鹿島アントラーズ戦で見せたジャンピングボレー など、印象的なゴールを決めている。

## 個人成績
| 国内大会個人成績 | 国内大会個人成績       | 国内大会個人成績 | 国内大会個人成績   | 国内大会個人成績 | 国内大会個人成績 | 国内大会個人成績 | 国内大会個人成績 | 国内大会個人成績 | 国内大会個人成績 | 国内大会個人成績 | 国内大会個人成績 |
| 年度             | クラブ                 | 背番号           | リーグ             | リーグ戦         | リーグ戦         | リーグ杯         | リーグ杯         | オープン杯       | オープン杯       | 期間通算         | 期間通算         |
| 年度             | クラブ                 | 背番号           | リーグ             | 出場             | 得点             | 出場             | 得点             | 出場             | 得点             | 出場             | 得点             |
| ブラジル         | ブラジル               | ブラジル         | ブラジル           | リーグ戦         | リーグ戦         | ブラジル杯       | ブラジル杯       | オープン杯       | オープン杯       | 期間通算         | 期間通算         |
| ---------------- | ---------------------- | ---------------- | ------------------ | ---------------- | ---------------- | ---------------- | ---------------- | ---------------- | ---------------- | ---------------- | ---------------- |
| 1999             | カタリネンセ           |                  | サンタカタリーナ州 |                  |                  |                  |                  |                  |                  |                  |                  |
| 2000             | アトレチコ・ソロカーバ |                  | サンパウロ州       |                  |                  |                  |                  |                  |                  |                  |                  |
| 2001             | コリチーバ             | ?                | セリエA            |                  |                  |                  |                  |                  |                  |                  |                  |
| 2002             | コリチーバ             | ?                | セリエA            |                  |                  |                  |                  |                  |                  |                  |                  |
| 2003             | ウニオン・サンジョアン |                  | サンパウロ州       |                  |                  |                  |                  |                  |                  |                  |                  |
| 2003             | イツンビアラ           |                  | ゴイアス州         |                  |                  |                  |                  |                  |                  |                  |                  |
| 2004             | オエステ               |                  | サンパウロ州       |                  |                  |                  |                  |                  |                  |                  |                  |
| 2004             | クリシューマ           | 10               | セリエA            | 15               | 1                |                  |                  | -                | -                |                  |                  |
| 2005             | サンカエターノ         | 10               | セリエA            | 24               | 6                |                  |                  | -                | -                |                  |                  |
| 2006             | サンカエターノ         |                  | サンパウロ州       |                  |                  |                  |                  |                  |                  |                  |                  |
| 2006             | マリーリア             |                  | セリエB            |                  |                  |                  |                  |                  |                  |                  |                  |
| 日本             | 日本                   | 日本             | 日本               | リーグ戦         | リーグ戦         | リーグ杯         | リーグ杯         | 天皇杯           | 天皇杯           | 期間通算         | 期間通算         |
| 2007             | 新潟                   | 27               | J1                 | 28               | 9                | 6                | 2                | 1                | 0                | 35               | 11               |
| 2008             | 新潟                   | 10               | J1                 | 24               | 3                | 4                | 1                | 2                | 1                | 30               | 5                |
| 2009             | 新潟                   | 10               | J1                 | 29               | 10               | 5                | 0                | 3                | 1                | 37               | 11               |
| 2010             | 新潟                   | 10               | J1                 | 26               | 16               | 6                | 2                | 2                | 2                | 34               | 20               |
| 2011             | 浦和                   | 10               | J1                 | 30               | 3                | 5                | 1                | 2                | 1                | 37               | 5                |
| 2012             | 浦和                   | 10               | J1                 | 31               | 9                | 2                | 1                | 1                | 0                | 34               | 10               |
| 2013             | 浦和                   | 10               | J1                 | 26               | 5                | 4                | 0                | 1                | 1                | 31               | 6                |
| 2014             | 浦和                   | 10               | J1                 | 11               | 0                | 1                | 0                | 1                | 0                | 13               | 0                |
| 通算             | ブラジル               | ブラジル         | セリエA            | 39               | 7                |                  |                  | -                | -                | 39               | 7                |
| 通算             | 日本                   | 日本             | J1                 | 205              | 55               | 33               | 7                | 13               | 6                | 251              | 68               |
| 総通算           |                        |                  |                    |                  |                  |                  |                  |                  |                  |                  |                  |

| 国際大会個人成績 | 国際大会個人成績 | 国際大会個人成績 | 国際大会個人成績 | 国際大会個人成績 |
| 年度             | クラブ           | 背番号           | 出場             | 得点             |
| AFC              | AFC              | AFC              | ACL              | ACL              |
| ---------------- | ---------------- | ---------------- | ---------------- | ---------------- |
| 2013             | 浦和             | 10               | 6                | 1                |
| 通算             | AFC              | AFC              | 6                | 1                |

## タイトル
個人
- Jリーグベストイレブン：1回（2010）